# Tadao Kobayashi
Tadao Kobayashi (jap. 小林忠生 Kobayashi Tadao; ur. 7 lipca 1930 r. w prefekturze Kanagawa) – japoński piłkarz, reprezentant kraju.

## Kariera klubowa
Jako piłkarz grał w klubie Keio BRB.

## Kariera reprezentacyjna
Karierę reprezentacyjną rozpoczął w 1956 roku. W sumie w reprezentacji wystąpił w 3 spotkaniach. Został powołany do kadry na Igrzyska Olimpijskie 1956.

## Statystyki
| Reprezentacja Japonii | Reprezentacja Japonii | Reprezentacja Japonii |
| Rok                   | Mecze                 | Gole                  |
| --------------------- | --------------------- | --------------------- |
| 1956                  | 3                     | 0                     |
| Razem                 | 3                     | 0                     |